# Future Rhythm
Albums de Digital Underground
The Body-Hat Syndrome
(1993) Who Got the Gravy?
(1998)
Singles
1. Walk Real Kool
Sortie : 1996
2. Oregano Flow
Sortie : 1996

Future Rhythm est le quatrième album studio de Digital Underground, sorti le 4 juin 1996.
On retrouve deux titres de l'opus, Food Fight et We Got More, sur la bande originale du film Spoof Movie.
L'album s'est classé 26e au Top R&B/Hip-Hop Albums et 113e au Billboard 200.

## Liste des titres
| No  | Titre                                            | Contient un (des) sample(s) de | Durée |
| --- | ------------------------------------------------ | --- | ----- |
| 1.  | Walk Real Kool                                   | | 4:00  |
| 2.  | Glooty-Us-Maximus                                | Soft and Wet de Prince Condition of the Heart de Prince and The Revolution Cosmic Slop (Live) de Funkadelic Human Beat Box des Fat Boys | 5:54  |
| 3.  | Oregano Flow (Gumbo Soup Mix)                    | Hangin' on a String (Contemplating) des Loose Ends                                                                                      | 3:47  |
| 4.  | Fool Get a Clue (featuring Black Spooks)         | | 4:04  |
| 5.  | Rumpty Rump                                      | | 1:01  |
| 6.  | Food Fight (featuring Del tha Funkee Homosapien) | | 4:01  |
| 7.  | Future Rhythm                                    | | 3:53  |
| 8.  | Hokis Pokis (A Classic Case)                     | | 5:22  |
| 9.  | We Got More (featuring Luniz)                    | | 3:09  |
| 10. | Hella Bump                                       | | 4:28  |
| 11. | Stylin'                                          | | 4:22  |
| 12. | Midnite Snack                                    | | 0:57  |
| 13. | Oregano Flow (Hot Sauce Mix)                     | | 4:18  |
| 14. | Want It All                                      | | 5:32  |